# İsmail Hakkı Karadayı
İsmail Hakkı Karadayı (1932 - 26 de maio de 2020) foi um general turco, que se tornou o 20.º comandante das Forças Armadas Turcas em 30 de agosto de 1993. Ele serviu entre 1994 e 1998 como o 22.º Chefe do Estado-Maior da Turquia por um mandato de quatro anos e foi sucedido pelo General Hüseyin Kıvrıkoğlu. Em 13 de abril de 2018, um tribunal turco o condenou à prisão perpétua pelo seu papel na revolta militar turca de 1997.